# Кампсис укорінливий
Кампсис укорінливий, кампсис повзучий (Campsis radicans) — листопадна дерев'яниста ліана родини біньйонієвих (Bignoniaceae). Походить з Північної Америки, зі східньої частини теперішніх США та крайнього півдня Штату Онтаріо. Тому багатьма мовами ліану називають: кампсис американський. Також ліани роду campsis українською називають трубкоцвіт. З XVII-го століття культивується в парках Європи та всього світу. Сягає у висоту до 15 м., культивується як декоративна рослина.

## Таксономія

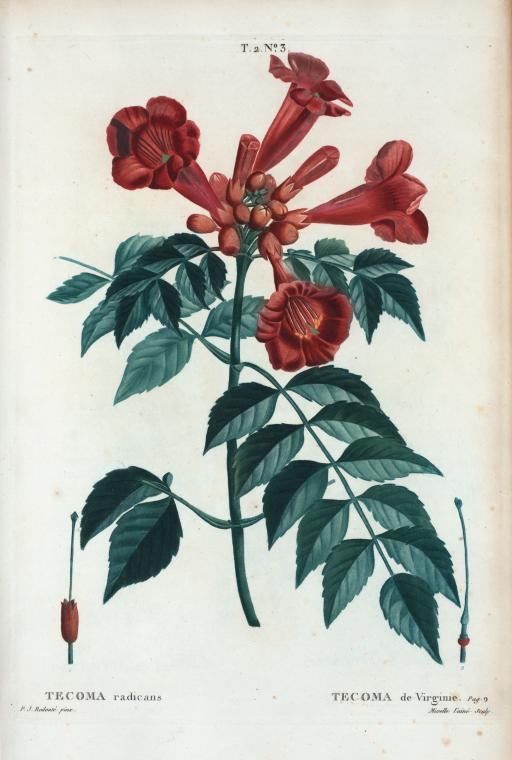
Ілюстрація П'єра Жозефа Редуте (1759–1840), французького ботаніка, художника, редактора

Яких 10-15 років тому Campsis radicans відносили до роду текома під назвою Tecoma radicans з переважаючою українською назвою текома укорінлива. Однак від 2018 Campsis radicans остаточно став прийнятою назвою, а Tecoma radicans лише синонімом. Яскраве і пишне цвітіння ліани справляло враження навіть для найменш ботанічно освічених перших англійських колоністів у Вірджинії. Тож рослина зразу потрапила до Англії на початку 17-го століття. Його ботанічне походження, як витривалого представника переважно субтропічної групи, ускладнювало його назву. Європейські поселенці називали його то вірджінським жасмином або жимолістю, то - дзвоником. Джон Паркінсон класифікував його в рід Apocynum. У 1700 році Джозеф Піттон де Турнефор створив загальний рід Bignonia, до якого належать два види ліани campsis.
Латинський епітет radicans (укорінення) означає «зі стеблами, які пускають коріння». Численними цупкими короткими вусиками, які нагадують корінці (див. Коріння надземне), міцно прикріплюється до опори..

## Біологічний опис

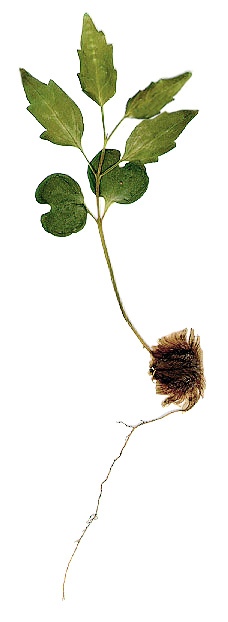
Проросла насінина

Листки непарнопірчастоскладні, 10 - 30 см довжиною, з 9-13 зазубреними листочками, зверху яскраво-зелені, знизу світліші.
Суцвіття верхівкове. Квіти двостатеві, великі, трубчасто-лійкоподібні, до 5 см у діаметрі і до 9 см завдовжки, зібрані у китиці по 10-15 квіток. Забарвлення квіточок залежить від сорту і буває малиновим, рожевим, жовтим, оранжево-червоним або золотаво-червоним. Квітка кампсиса має п'ять ділянок виділення нектару: велика - в зіві віночка, дрібніші - на чашці, коронці, зав'язі і на зовнішній стороні пелюсток. Квітки розкриваються в першій половині дня, активно виділяють нектар протягом наступних 20-30 годин, віночок залишається відкритим протягом кількох днів.
Деревина світла, міцна.
Ліани різних сортів цвітуть з червня по вересень, взимку переносить морози до -30 °C і нижче.

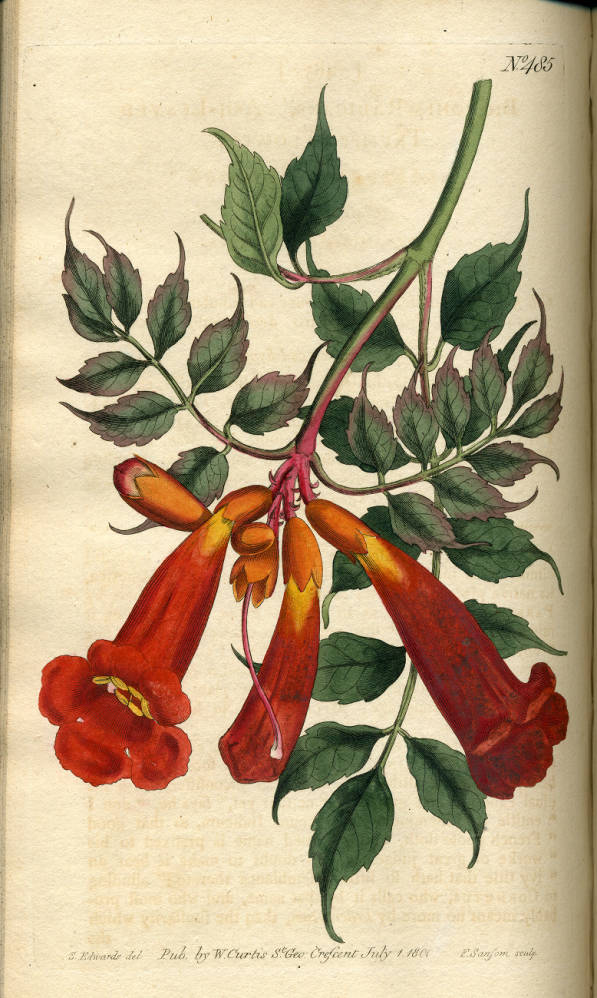
Ілюстрація у ботанічному журналі Curtis’s Botanical Magazine, vol.13-14 (1800)

Плід — стручкоподібна подовгаста коробочка, довжиною з 15 сантиметрів, у якому може дозріти до 700 крилатих насінин із напівпрозорими крильцями. Дозрілі мішечки буріють, висихають і розтріскуються, а стигле насіння розноситься вітром.
Ліана виділяє багато нектару, тож приваблює бджіл і інших комах. Однак не всі рослини плодоносять. Це може бути пов`язане з явищем можливої самостерилізації ліани, коли плоди не зав`язуються, якщо квіти запилені власним пилком. Для формування плодів поблизу має рости інша така ж ліана. Насіння також може не зав'язуватися через несприятливий клімат.
У рідному регіоні рослина запилюється колібрі. Між густими гілками птахи гніздяться. За межами природного поширення це завдання виконують бджоли, джмелі, інші комахи. Для утворення зав'язі, дозрівання плодів потребує багато тепла, тому в кліматичних умовах України насіння утворюється лише в південних регіонах.
Якщо опори немає, рослина розстелюється по землі, утворюючи коріння у вузлах гілок і за короткий час покриває більші площі.

## Природне поширення

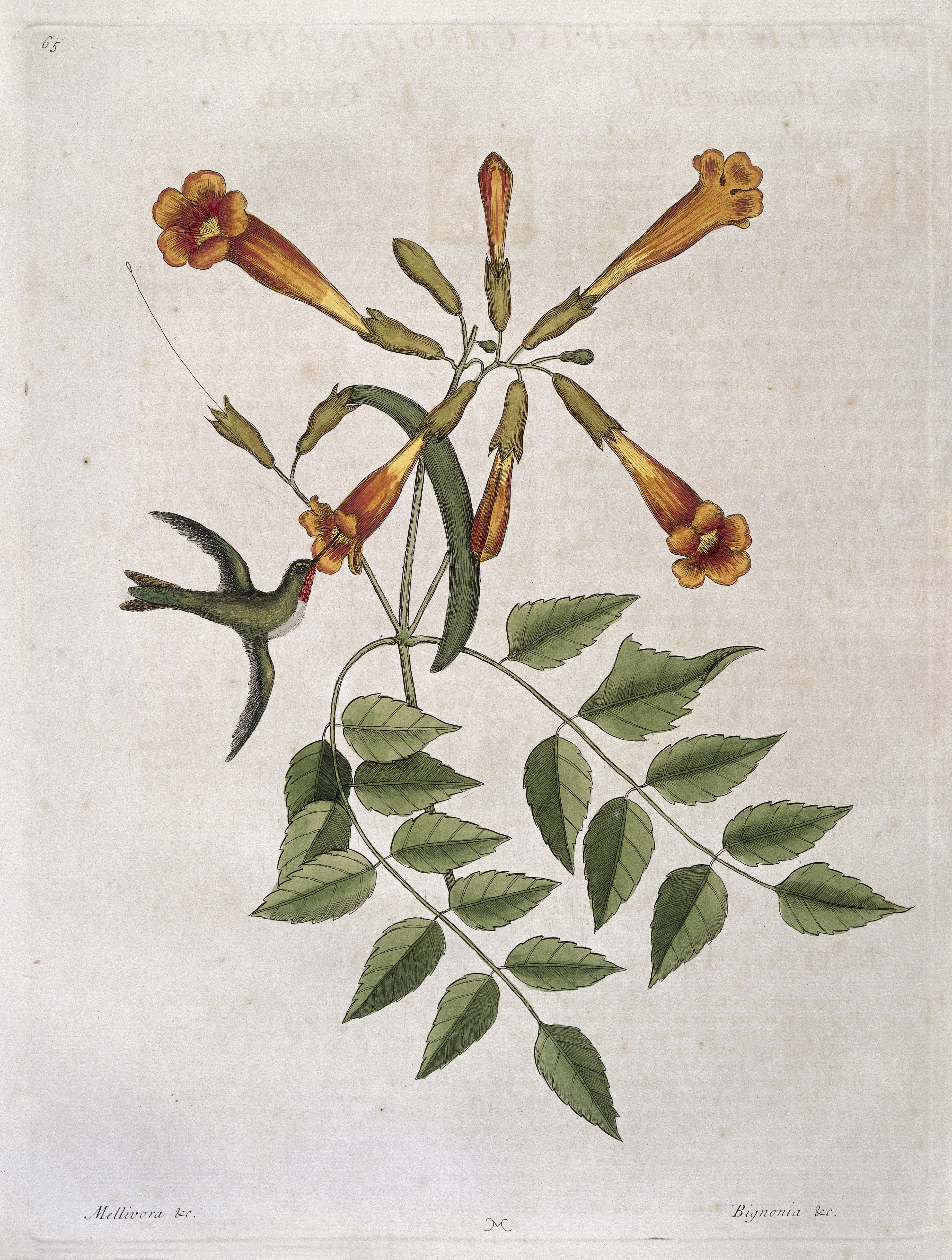
Рубіновогорлий колібрі на квітах ліани (Марк Кейтсбі, 1731)

На своїй батьківщині ліана росте на берегах річок, у лісах. Campsis radicans поширений у таких регіонах Сполучених Штатів: південна Індіана, Нью-Джерсі, південний Огайо, Західна Вірджинія, південний Іллінойс, південно -західний Айова, Канзас, Міссурі, південно -східний Небраска, Оклахома, південно -східний Південна Дакота, Алабама, Арканзас, Делавер, Джорджія, Кентуккі, Луїзіана, Меріленд, Міссісіпі, Північна Кароліна, Південна Кароліна, Теннессі, Вірджинія, Техас, Флорида.
Індіанці використовували квіти кампсиса як прикрасу для волосся. Цвітом маскували житло.

## Використання

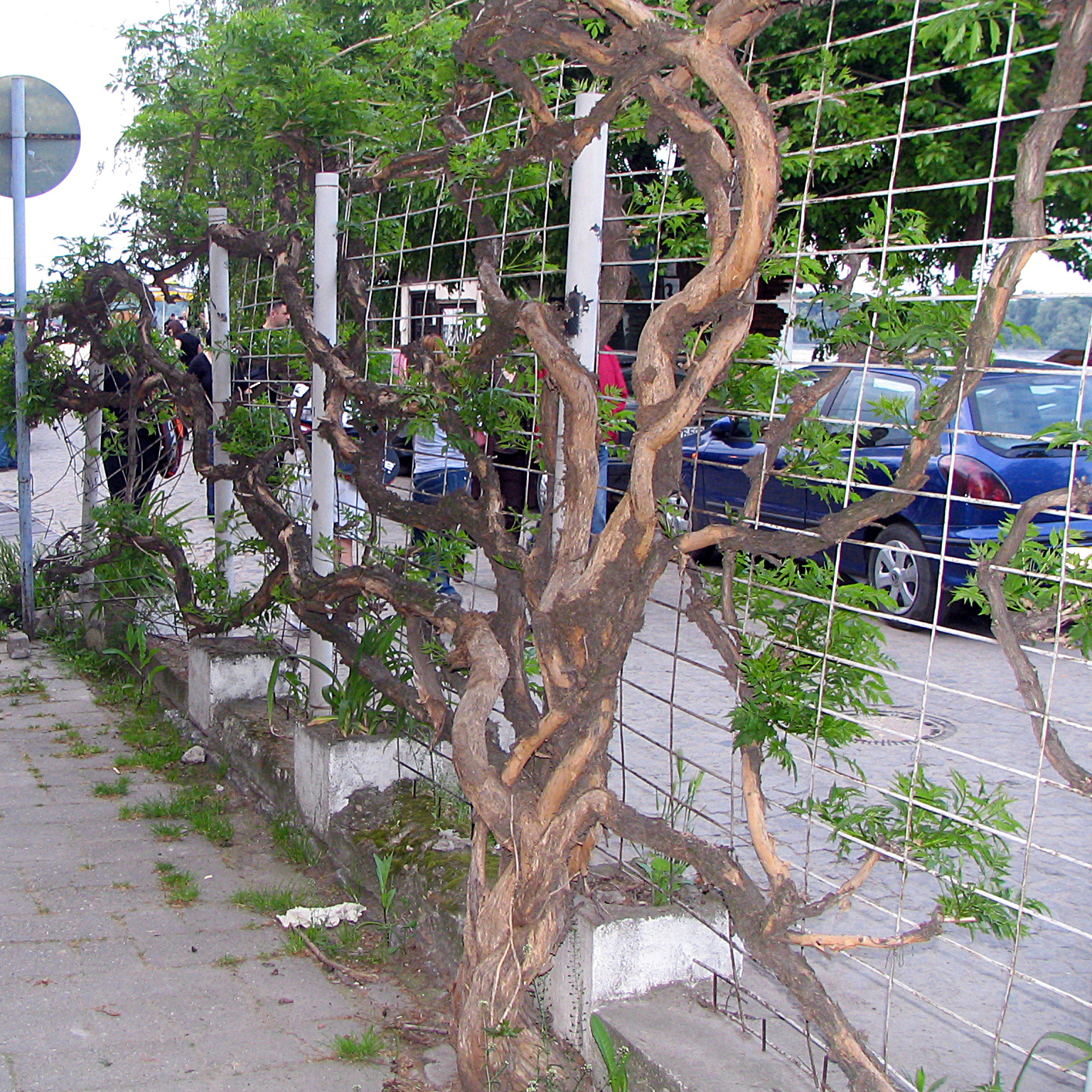
Ліана на вулиці міста

Як декоративна рослина, використовується для вертикального озеленення - на перголах, стінах, стовпах, терасах, на альтанках, трельяжах. Іноді його також використовують для боротьби з ерозією та як ґрунтовий покрив. За допомогою спеціальної обрізки його можна сформувати в невелике самостійно стояче "дерево". 
Культивується з 1640 року, як декоративна рослина. Стійкий до хворіб. Невибагливий до ґрунтів, але потребує теплих, сонячних, захищених від протягів місць. Розмножується живцями, насінням, кореневим поростом, відсадками.

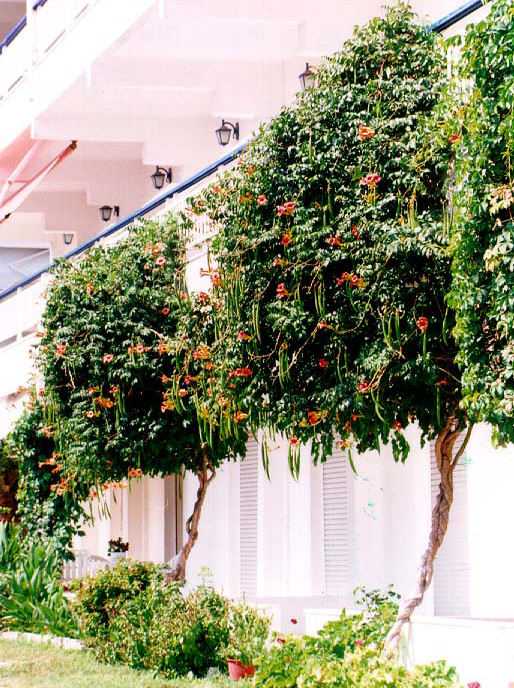
Кампсис при багатоповерхівці

Рослини, розмножені живцюванням, зацвітають на другий - третій роки. Вирощена з насіння, ліана може зацвісти через кілька років, через десять років, або через кільканадцять років. Навесні або восени гілки, що надто розрослися, обрізають. Рослину радять висаджувати біля південних стін, огорож, альтанок тощо.
Кампсис американський, хоч і завойовує щораз північніші широти, все ж найрясніше ця ліана цвіте там, де є вдосталь тепла і сонця.
Схрещуванням кампсиса американського з кампсисом далекосхідним створені гібридні сорти ліани роду кампсис.

## Деякі сорти ліани

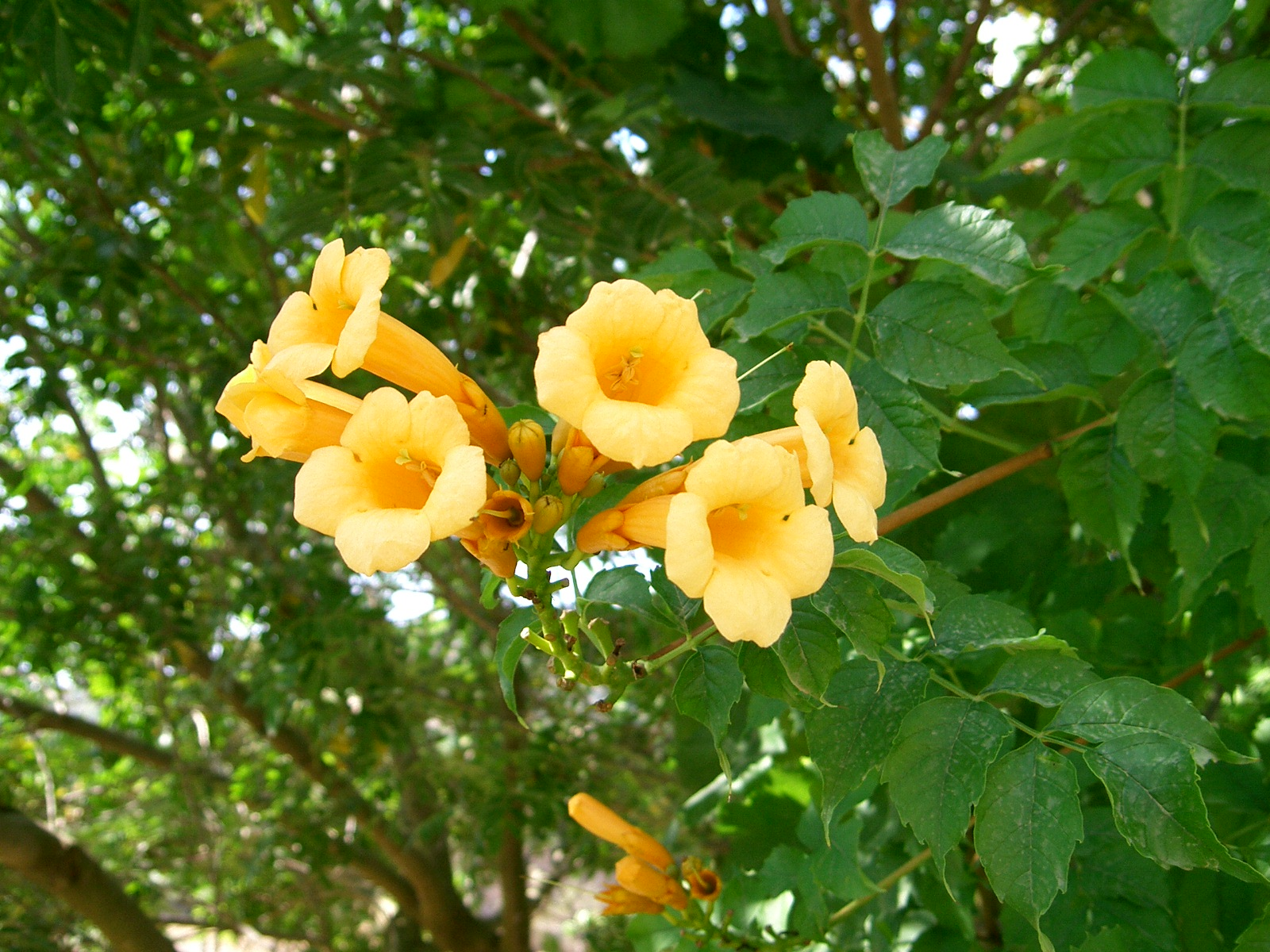
"Флава"

- Фламенко. В липні-жовтні цвіте малиново-червоно.
- Флава. З липня по вересень радує яскраво-жовтими суцвіттями.
- Габор. Має чи не найбільш темне забарвлення. Квітне темно-червоно.
- Джуді. Вирізняється жовтими квітками з шийкою оранжевого кольору.

## Токсичність
Рослина може викликати контактний дерматит. Дехто, по контакті з листям, відчуває свербіж, червоніє шкіра.

## Експансія ліани
Кампсис американський зараз висаджують в різних країнах. У сприятливому кліматі campsis radicans дуже швидко розростається, випускає численні кореневі паростки на відстані кільканадцять метрів від материнської ліани, захоплює великі території, а, висаджений поблизу людських осель, може проростати крізь фундамент, появлятися у житлових і нежитлових приміщеннях. Своєю масою ліана здатна зруйнувати опорні споруди, сховатися під внутрішнім чи зовнішнім тиньком, пошкодити дах. Тому, рослину, яка швидко розростається, необхідно тримати під контролем. Дехто, для контролю за розповсюдженням, радить висаджувати ліану у суцільному бездонному кільці з металу, бетону, пластмаси чи інших матеріалів, глибиною з 80 сантиметрів.
Позбутися рослини - складна справа, оскільки її підземне коріння не тільки проникає вглиб, але й поширюється далеко, тому навіть після зрізання надземної частини можна сподіватися на те, що роками постійно з’являтимуться сотні кореневих пагонів.

## Квіти ліани у дизайні
У 1900 році Нью-Йоркська компанія Tiffany використовувала кольори та форми листя та квітів кампсиса під час розробки настільної лампи. Зразок цієї лампи був проданий за 794 500 доларів США на аукціоні Christie's у Нью-Йорку 8 грудня 2009 року. Пізніше вона була продана в 2018 році за понад 2 250 000 доларів США.

## Галерея

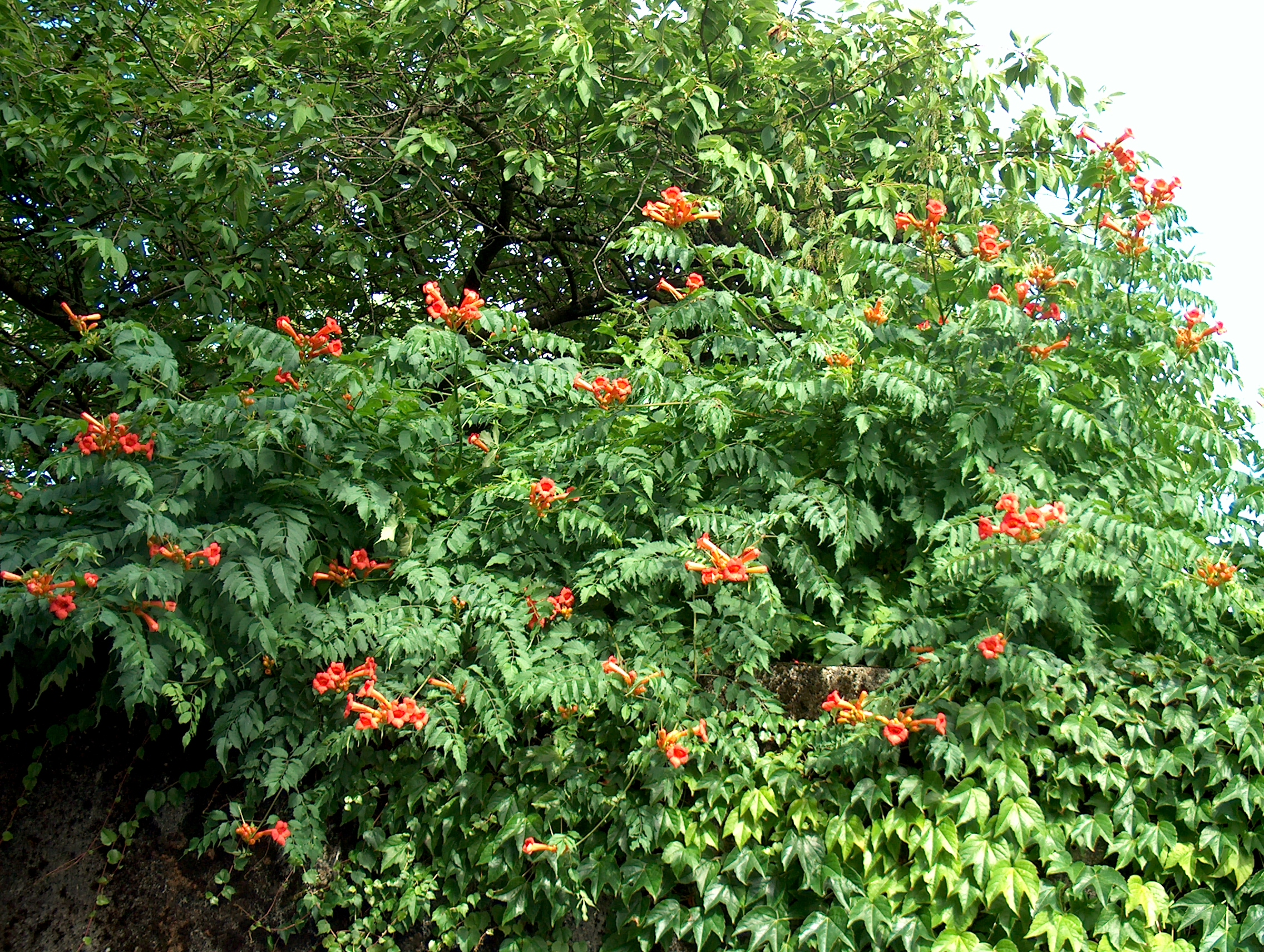
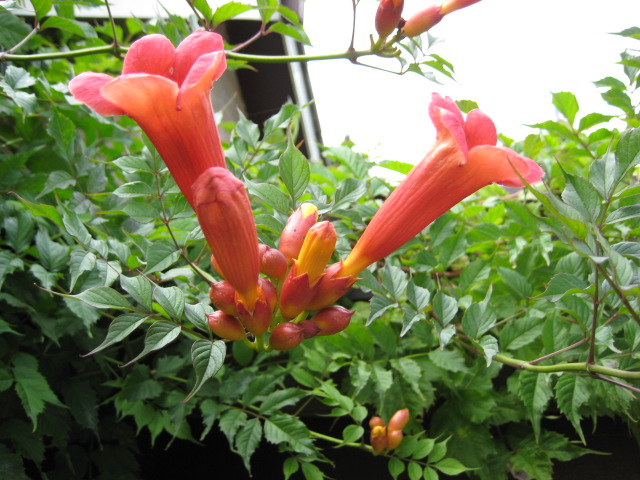
Суцвіття
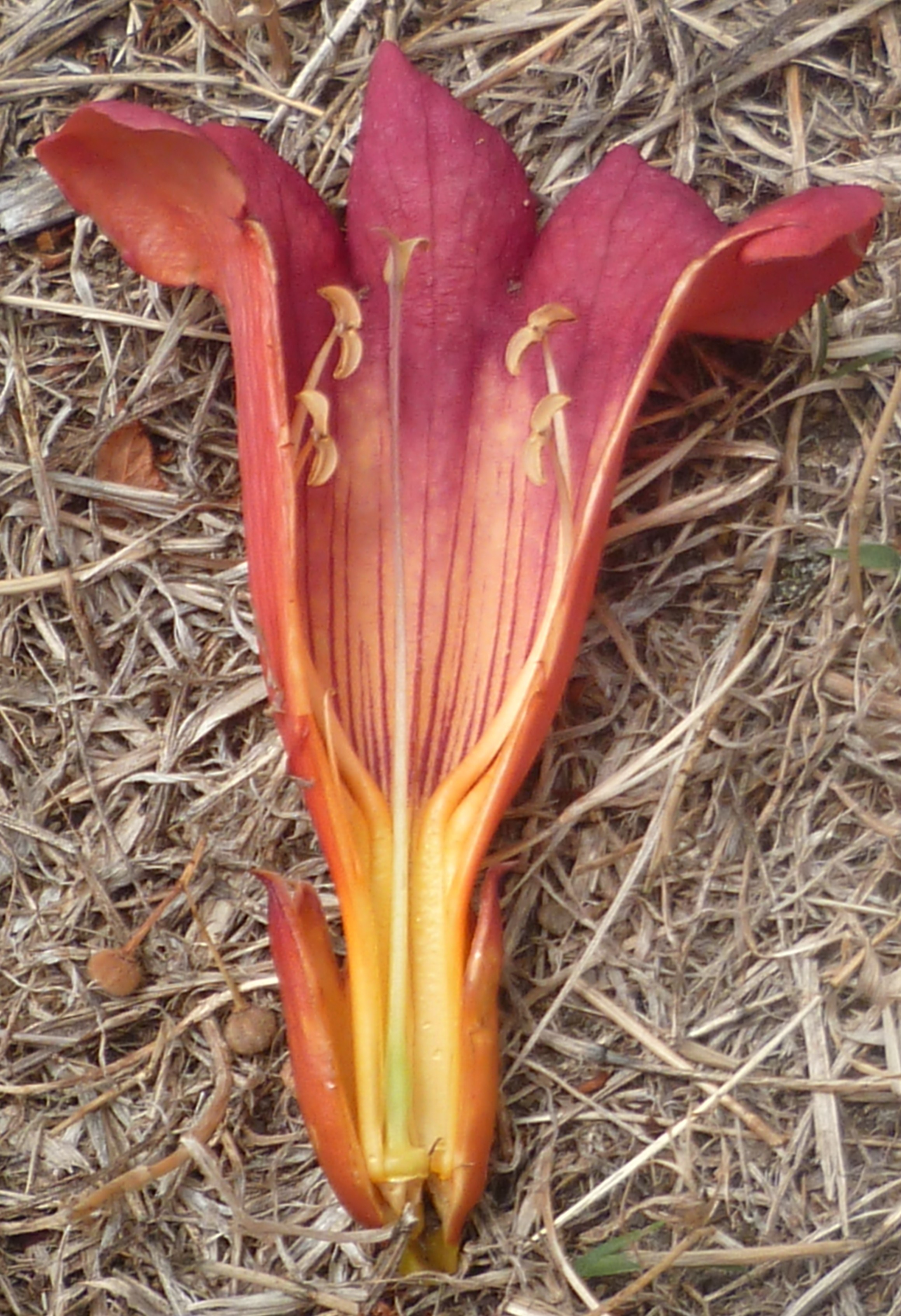
Квітка у розрізі
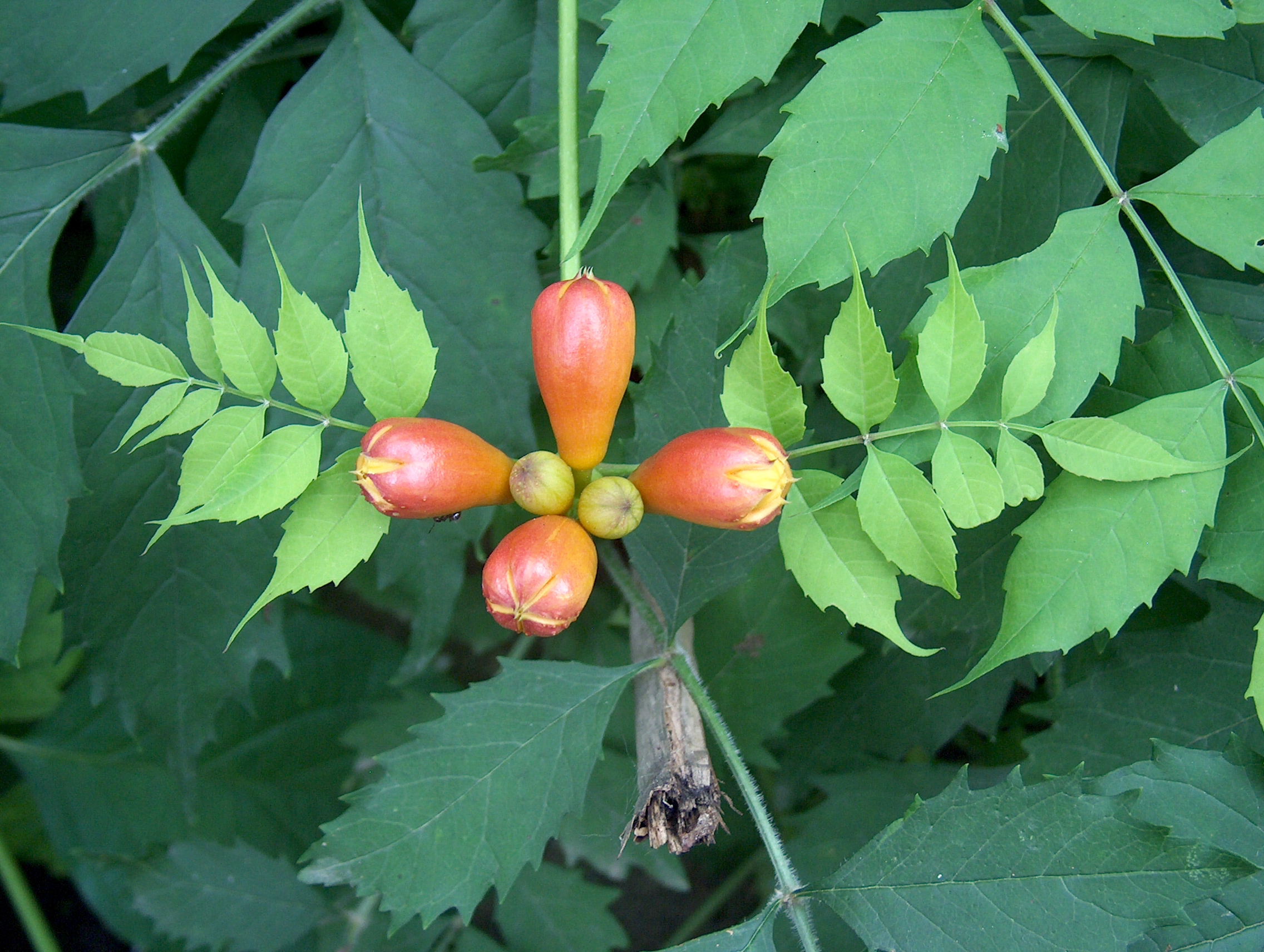
Нездерев'янілі минулорічні гілочки зсихають
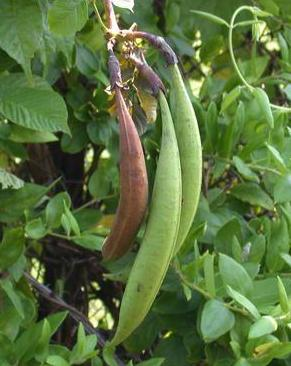
"Стручкові" плоди
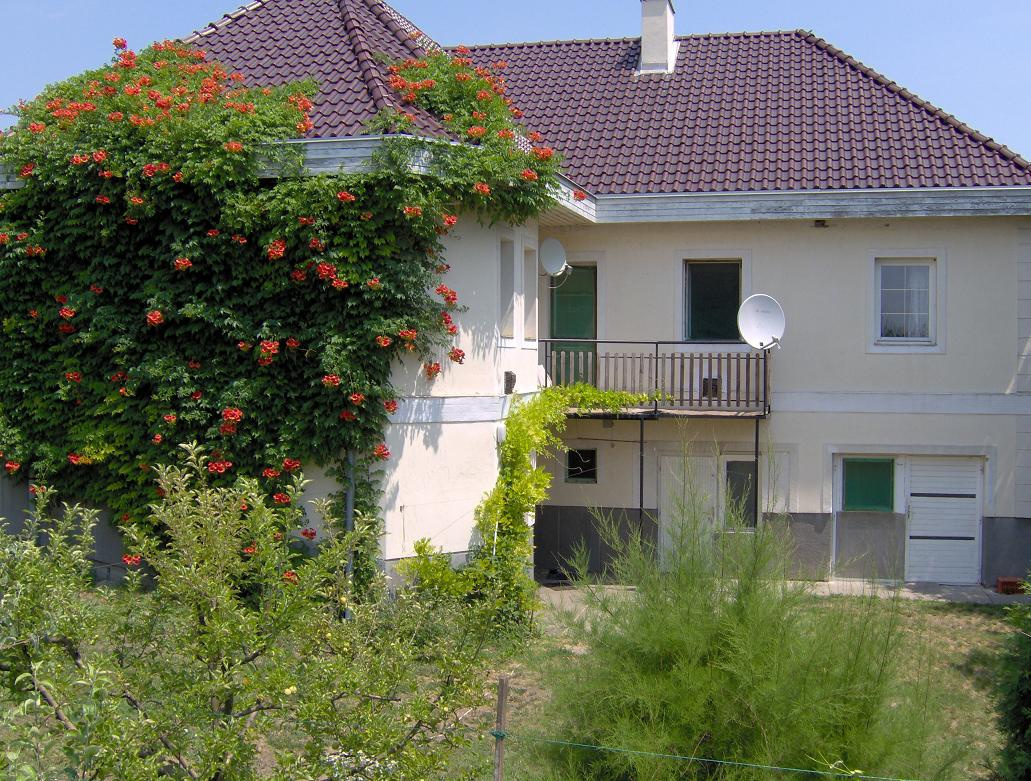
Опорою для ліани - стіна
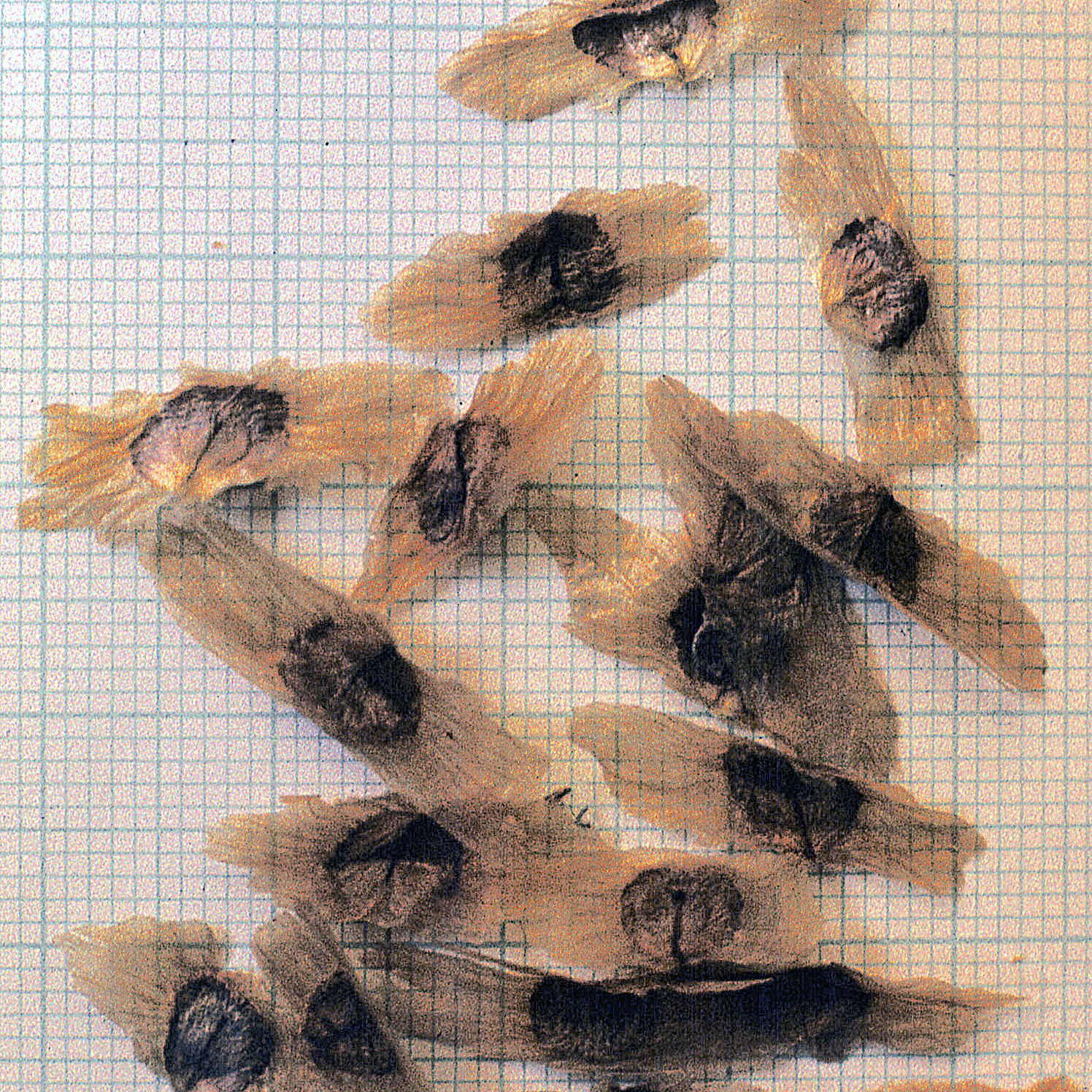
Насіння
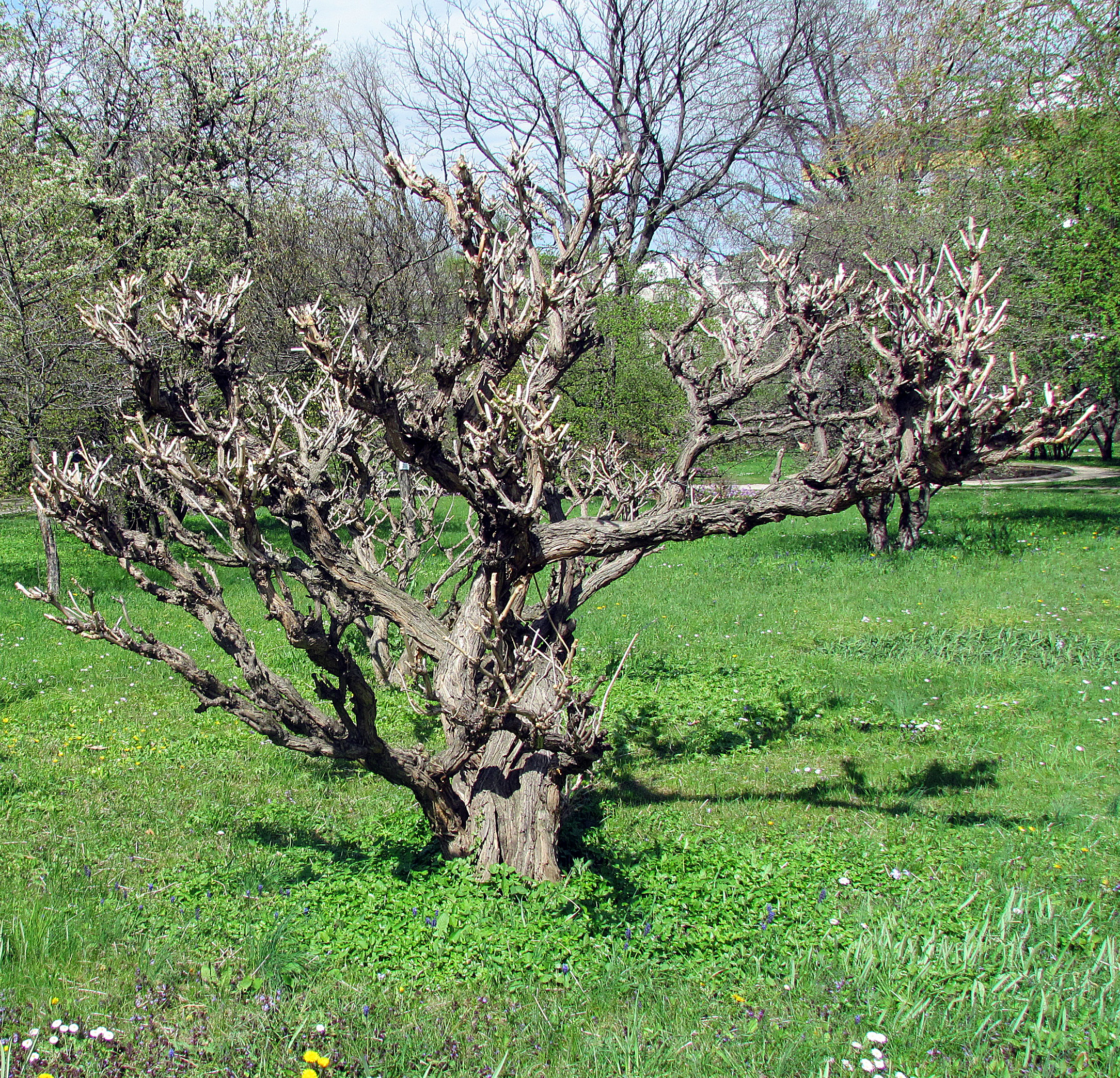
Формування ліани у вигляді дерева
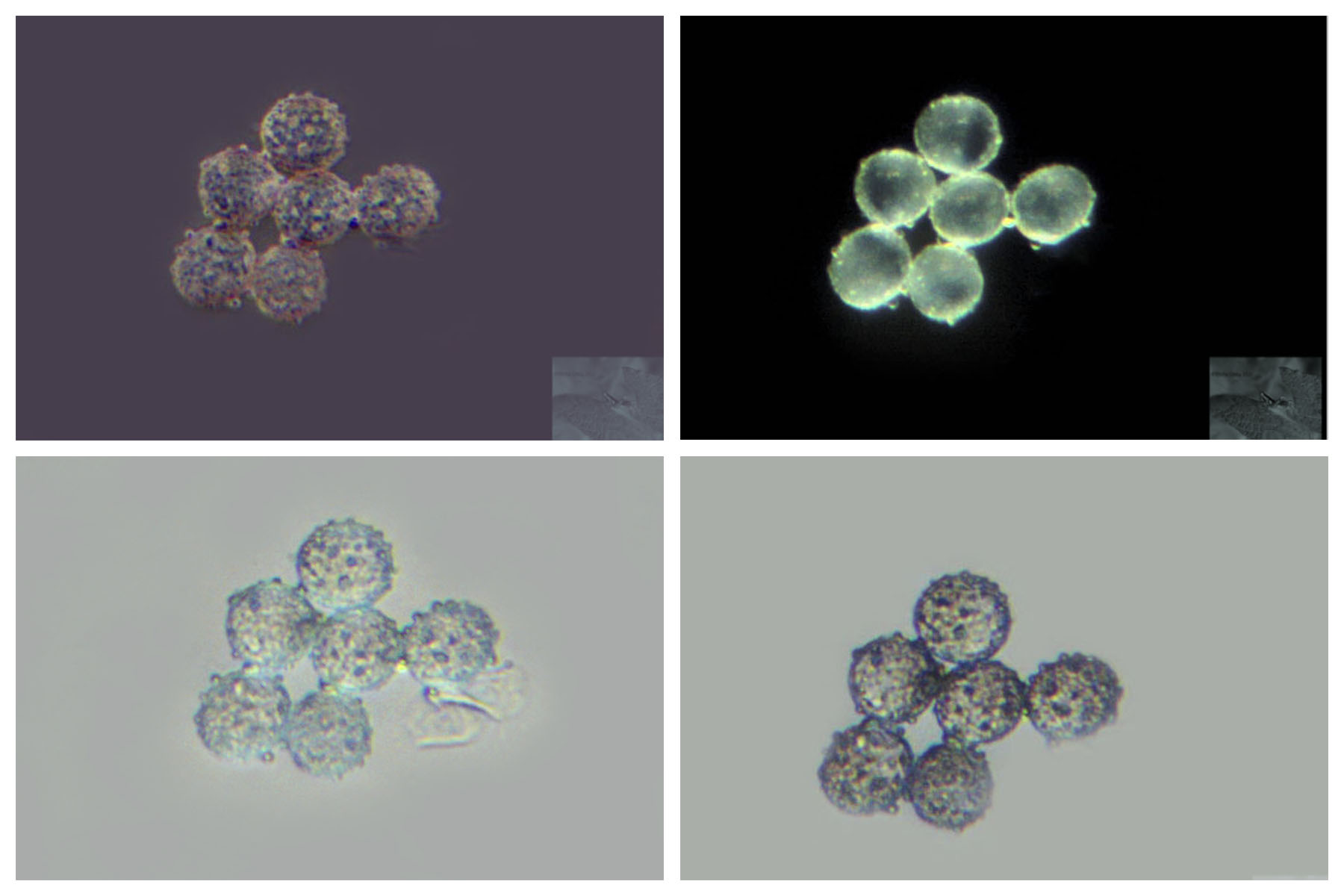
Пилок під мікроскопом
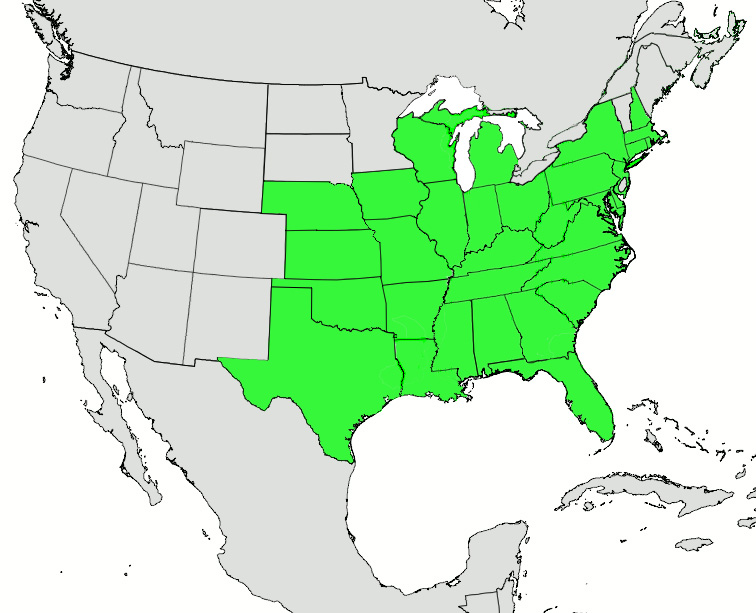
Природне поширення
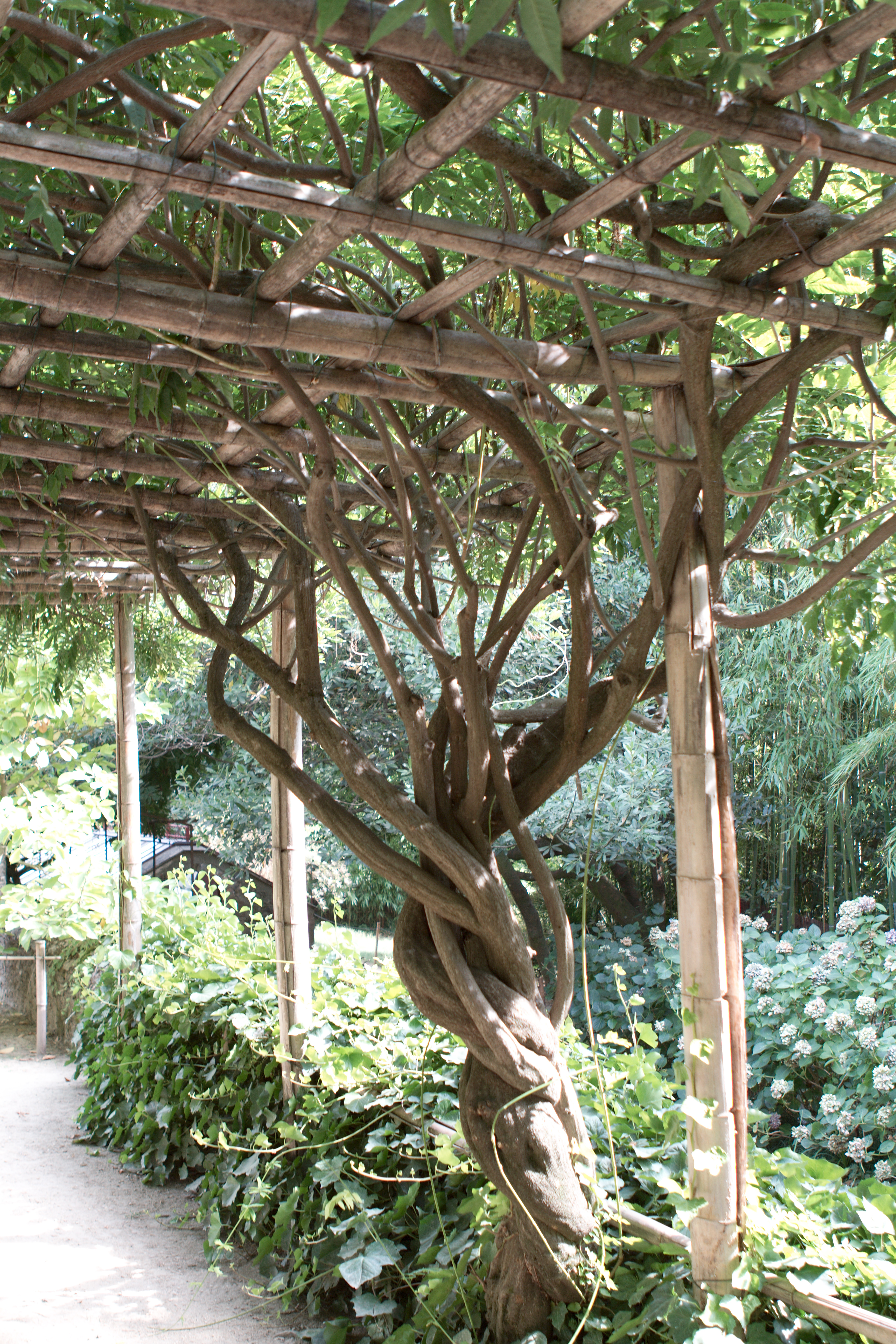
Ліана на перголі
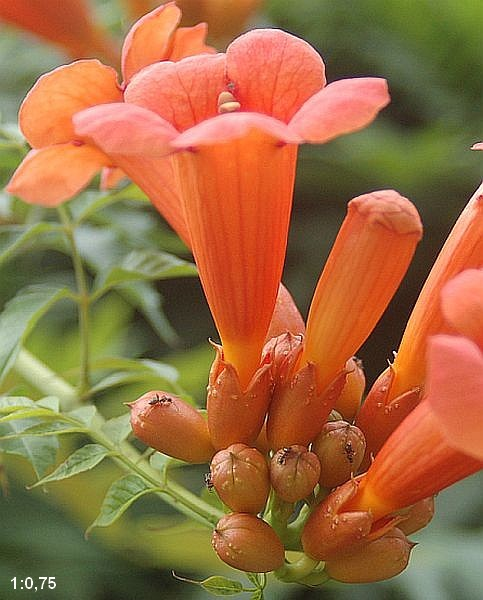
Мурашки на квітах кампсису
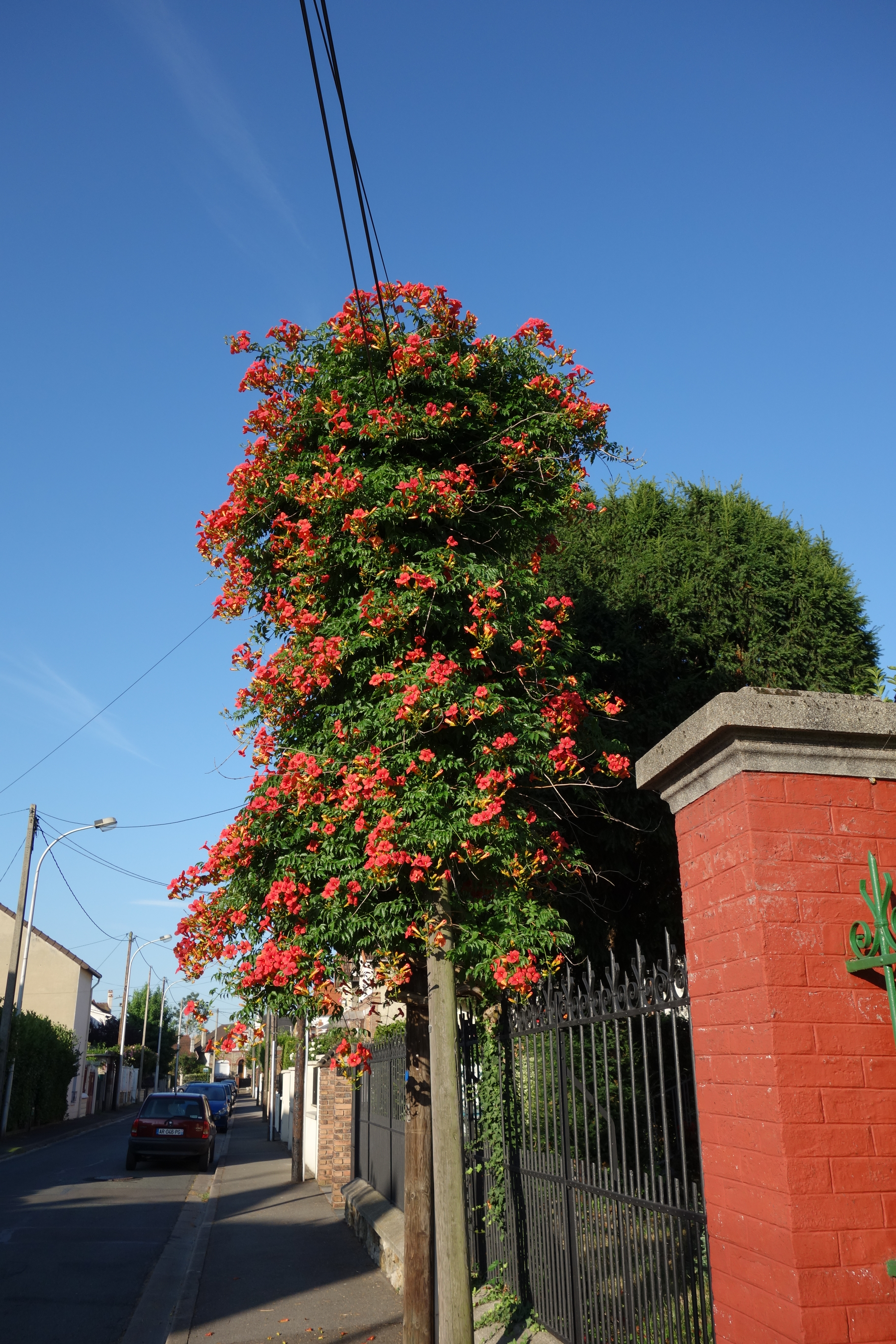